# Drammenshallen

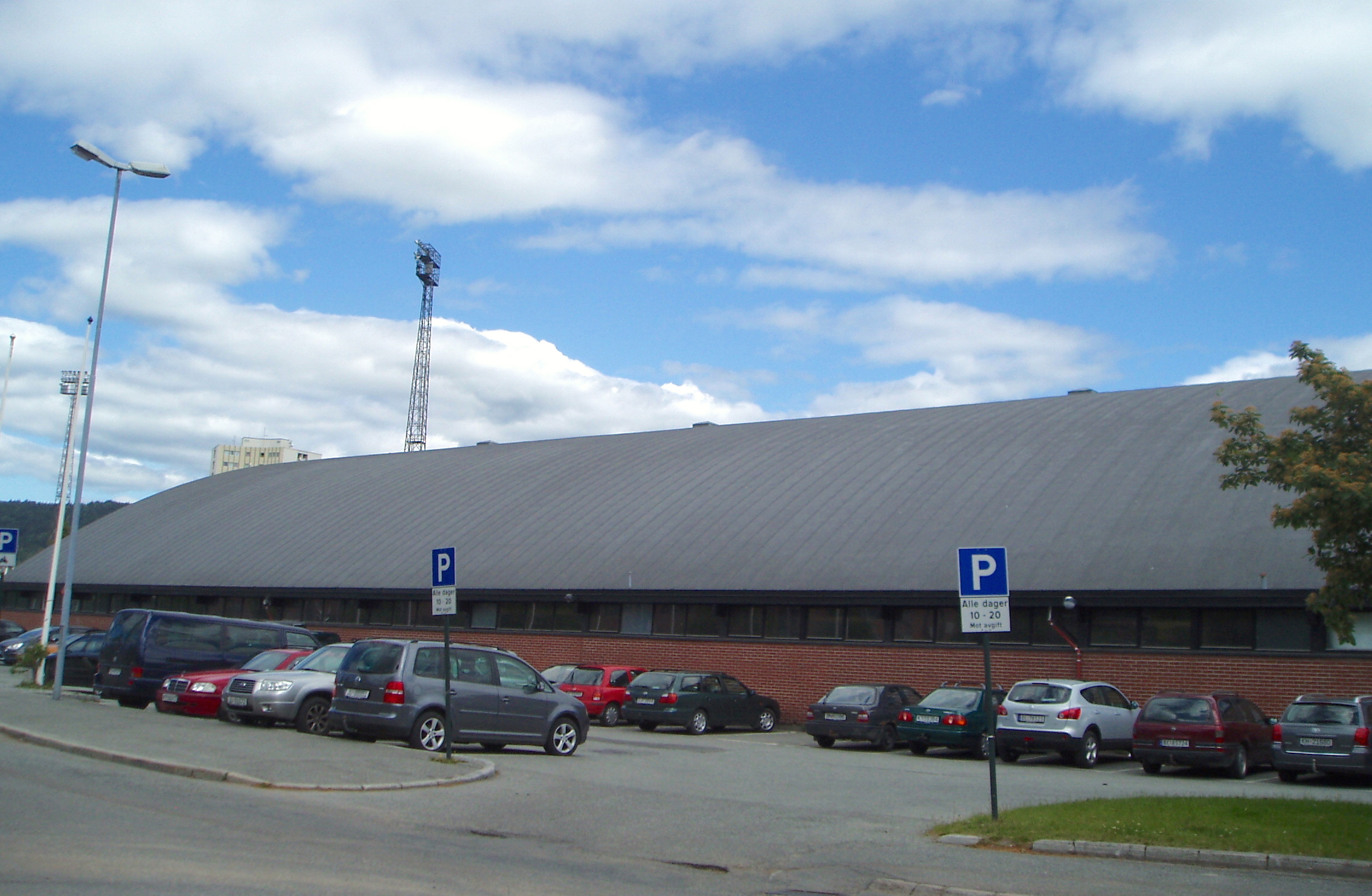
Drammenshallen

Drammenshallen ist der Name einer Mehrzweckhalle in Drammen (Norwegen).
Die 1977 gebaute Halle ist Drammens größte Mehrzweckhalle, sie fasst 4200 Zuschauer. Sie ist die Heimspielstätte für die Handballspiele des einheimischen Vereins Drammen HK und steht auch anderen Sportvereinen zur Verfügung.
Bei der Handball-Europameisterschaft der Männer 2008 wurden in Drammen einige Spiele ausgetragen.
Zudem werden in Drammenshallen Musikkonzerte durchgeführt, so spielten hier unter anderem Paul McCartney (1988), a-ha (1987), Kiss (1980, 1984), Bruce Springsteen (1981), Neil Young (1982), The Clash (1984), ZZ Top (1985) und Paul Simon sowie Queen (1982).